# Премія Джозефа Вебера
Премія Джозефа Вебера за астрономічне приладобудування (англ. Joseph Weber Award for Astronomical Instrumentation) — премія, яку присуджує Американське астрономічне товариство за розробку, винахід або значне вдосконалення приладів, що призвело до прогресу в астрономії. Премію названо на честь фізика Джозефа Вебера. Її, як правило, присуджують за розробку приладів протягом всієї кар'єри науковця, а не за окремий конкретний пристрій.

## Лауреати премії Вебера
Список лауреатів:
| Рік  | Лауреат           | Винахід                                                                                        |
| ---- | ----------------- | ---------------------------------------------------------------------------------------------- |
| 2002 | Джеймс Ганн       | ПЗЗ в астрономії: WFPC на Габблі, SDSS, ...                                                    |
| 2003 | Френк Лоу         | Інфрачервоні детектування болометричними матрицями                                             |
| 2004 | Томас Філліпс     | Субміліметрові та терагерцові прилади                                                          |
| 2005 | Стівен Шектмен    | Активна оптика                                                                                 |
| 2006 | Роджер Енджел     | Адаптивна оптика для інфрачервоної спектроскопії                                               |
| 2007 | Гарві Мозлі       | Мікрозатворів матриці, рентгенівський мікрокалориметр                                          |
| 2008 | Джеймс Гоук       | Спектрографи для інфрачервоної астрономії                                                      |
| 2009 | Пітер Серлемітсос | Конструкція рентгенівського детектора та телескопа                                             |
| 2010 | Дональд Голл      | Низькошумові детектори для спостережної інфрачервоної астрономії                               |
| 2011 | Едвард Черг       | Кілька ключових інструментів на космічному телескопі Габбл                                     |
| 2012 | Тейс де Грау      | Короткохвильовий спектрометр на ISO та інфрачервоний гетеродинний інструмент (HIFI) на Гершелі |
| 2013 | Кейт Метьюс       | Інфрачервоні астрономічні прилади                                                              |
| 2014 | Сандер Вейнреб    | Цифрові автокореляційні спектрометри та кріогенні малошумові підсилювачі та змішувачі          |
| 2015 | Клер Макс         | Адаптивна оптика з лазерними опорними зорями                                                   |
| 2016 | Джеймс Бок        | Малошумні «павутинні» болометри                                                                |
| 2017 | Аєн Маклін        | Масиви інфрачервоних датчиків                                                                  |
| 2018 | Райнер Вайс       | Інтерферометричний детектор гравітаційних хвиль                                                |
| 2019 | Джон Моньє        |                                                                                                |
| 2020 | Освальд Сігмунд   |                                                                                                |
| 2021 | —                 | —                                                                                              |
| 2022 | Майкл Лессер      |                                                                                                |
| 2022 | Петер Віціновіч   |                                                                                                |
| 2023 | Шулен Нікзад      |                                                                                                |